# Popowia tomentosa
Popowia tomentosa là một loài thực vật thuộc họ Annonaceae. Đây là loài bản địa Malaysia bán đảo.